# Sergej Trofimov
Sergej Sergeevič Trofimov (in russo Сергей Сергеевич Трофимов?; Nižnij Novgorod, 27 luglio 1995) è un pattinatore di velocità su ghiaccio russo, vice-campione olimpico nell'inseguimento a squadre maschile ai Giochi di Pechino 2022.

## Palmarès

### Olimpiadi
- 1 medaglia:
  - 1 argento (inseguimento a squadre a Pechino 2022)

### Mondiali distanza singola
- 2 medaglie:
  - 2 bronzi (5000 m e inseguimento a squadre a Heerenveen 2021).